# Karlotto Bogumil
Karlotto Bogumil (* 18. Juni 1938 in Osterode, Ostpreußen; † 5. Oktober 2023) war ein deutscher Historiker und Archivleiter.

## Leben
Bogumil verbrachte seine Kindheit in Ostpreußen, der Magdeburger Börde und Magdeburg. Dem Abitur in Remscheid folgte ein Studium der Geschichte, Germanistik und Philosophie in Köln und Tübingen, das er mit dem Staatsexamen und einer Promotion abschloss. Seine Dissertation behandelte das Bistum Halberstadt im Mittelalter. Es folgte ein Referendariat am Hauptstaatsarchiv Düsseldorf und an der Archivschule Marburg und das zweite Staatsexamen für den Archivdienst. Anschließend nahm er eine Tätigkeit am Historischen Archiv der Stadt Köln auf, wurde 1974 zum Leiter des Essener Stadtarchivs ernannt und dort 1977 Leitender Städtischer Archivdirektor. Ab 1993 war er Referatsleiter Archivwesen (ab 1994 zusätzlich Gedenkstätten) im Ministerium des Innern des Landes Sachsen-Anhalt. Im Jahr 2000 wurde er zum Leiter des Landesarchivs Sachsen-Anhalt ernannt. 2002 ging er in den Ruhestand.

## Schriften
- Das Bistum Halberstadt im 12. Jahrhundert. Studien zur Reichs- und Reformpolitik des Bischofs Reinhard und zum Wirken der Augustiner-Chorherren (= Mitteldeutsche Forschungen, Bd. 69). Böhlau, Köln/Wien 1972, ISBN 3-412-82972-2.